# Borscs
A borscs a szláv országokban és Közép-Európában, főképp Ukrajnában, Oroszországban, Litvániában, Lengyelországban népszerű, a legtöbb esetben céklából készült leves. A felsorolt országokon kívül más nemzetek konyhájának is részét képezi, bár hagyományosan ukrán eredetűnek tartják.
2022-ben az UNESCO az ukrán borscsot felvette a szellemi kulturális örökség listájára.

## Etimológia és történet
A szláv nyelvek etimológiai szótárai szerint a борщ (borscs) szó eredetileg a борщевик (borscsevik) elnevezésű növény, a medvetalp (latinul Heracleum) nevéből származik; ennek a leveleit használták az ételhez korábban.
A borscs az orosz konyha legősibb rétegéhez tartozik, eredete a Kijevi Rusz koráig nyúlik vissza. Rendkívül sok változatban készítik és mind a mai napig egyike a legkedveltebb ételnek Oroszországban.

| „                                         | Nyikanor Ivanovics töltött magának egy kupica vodkát, megitta, másodikkal is töltött, azt is kihörpintette, felnyársalt a villájára három falat heringet - és abban a pillanatban csengettek. Pelageja Antonovna éppen a gőzölgő fazekat hozta be a konyhából, amelyre elég volt egyetlen pillantást vetni, és az ember máris kitalálta, hogy a forró borscsleves alján a világ legpompásabb ínyencfalatja rejtőzik: egy velőscsont... | ” |
| – Mihail Bulgakov - A Mester és Margarita | |   |

## Készítése
A hagyományos borscs bukéját 18-20 alkotó eleme (különböző húsok, zöldségek és fűszerek) adja meg. Ennek megfelelően az igazi borscs elkészítése munkaigényes és hosszan tartó eljárás.
Az alapja valamilyen húslé, hagyományosan ezt oldalasból készítik. A borscsba kerülő zöldségeket külön készítik el. A legfontosabbat, a céklát külön párolják csöppnyi ecettel vagy citromlével biztosítva, hogy megmaradjon az élénk vörös színe. A zöldségeket (sárgarépa, gyökér) szintén külön, kevés zsíron üvegessé dinsztelik és amikor már üveges (kb. 15 perc), teszik hozzá a paradicsomszeleteket vagy friss paradicsom híján a sűrített paradicsomot.
Az előkészítő munkák végeztével állítják össze a végleges levest, a további alkotóelemeket pontosan előírt sorrendben és időben hozzáadva. A sorrend a következő: burgonya, káposzta, az előkészített cékla, a üvegesre sütött zöldségek, fűszerek és a legvégén - 2-3 perccel a tűzről való levételét megelőzőleg - a fokhagyma.

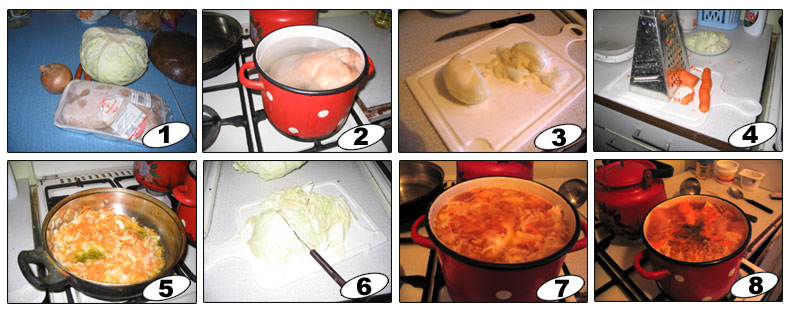
A borscs egy változatának készítési módja képekben

## A művészetekben
Ez a szó az alapja a Боржч (Borzscs) nevű étkezdének, amely a sztalkerek kedvelt törzshelye Arkagyij és Borisz Sztrugackij „Piknik az árokparton” című művében. A műben a név Ernest, a tulajdonos találmánya, aki ragaszkodik hozzá és nem hajlandó megváltoztatni.